# Příčiny první světové války

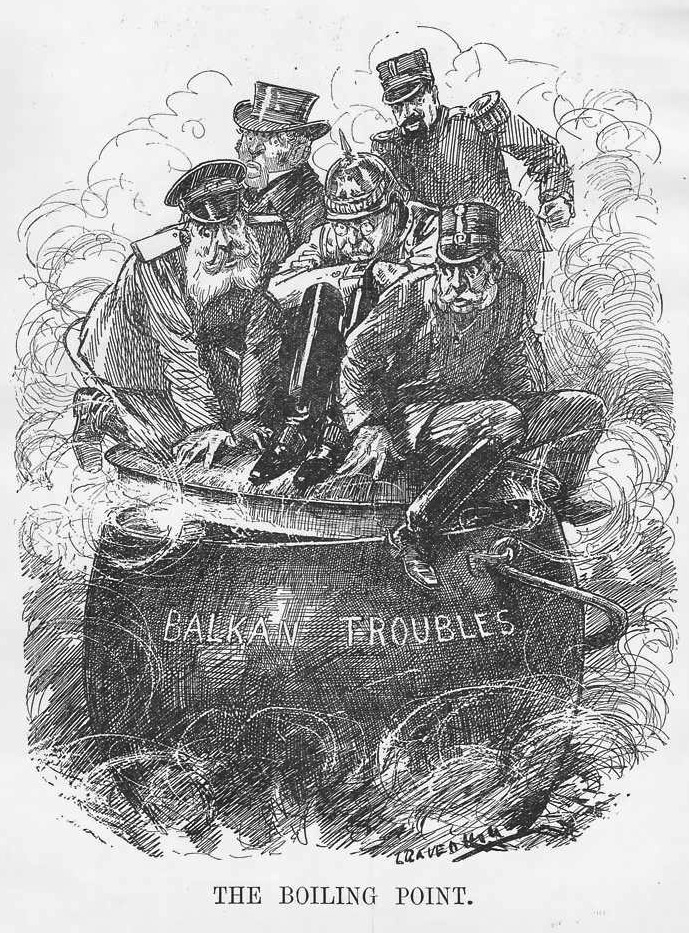
Karikatura Bod varu britského ilustrátora Leonarda Raven-Hilla z roku 1912

Příčiny první světové války zahrnují řadu faktorů, které předcházely vypuknutí první světové války. Velkou roli hrál zejména militarismus, nacionalismus a vytvoření dvou znepřátelených mocenských bloků, Trojspolku a Trojdohody. Prvotní záminkou vyhlášení války byl atentát v Sarajevu na rakouského arcivévodu a následníka trůnu, Františka Ferdinanda d'Este, který byl spáchán 28. června 1914 srbským aktivistou a nacionalistou Gavrilo Principem. Ten vyvolal takzvanou červencovou krizi, která vyplynula i z napětí mezi velmocemi způsobeného mocenskými spory již před rokem 1914. Tyto spory, které se zvláště výrazně projevovaly na politicky nestabilním Balkáně, lze sledovat až ke změně rovnováhy sil v Evropě roku 1870. Na principu spojenectví a udržování rovnováhy sil byla založena evropská mocenská politika už od Vídeňského kongresu v roce 1815. Červencovou krizi se nepodařilo vyřešit diplomaticky a po rakousko-uherském vyhlášení války Srbsku 28. července 1914 události rychle eskalovaly do celoevropského ozbrojeného konfliktu.

## Předcházející události
- Prusko-francouzská válka 1870–1871, porážka Francie, Rusko vypovídá pařížský mír z roku 1856 omezující jeho zájmy na Balkáně.
- Rusko pod záminkou ochrany křesťanů chce získat Bospor a Dardanely, úspěšně hájí zájmy křesťanů na Balkáně proti Turecku, vznik velkého Bulharska březen 1878.
- 1878 Berlínský kongres anuluje ruské výsledky na Balkáně, aby nebyly ohroženy britské, rakousko-uherské a německé zájmy.
- 1879 vznikl Dvojspolek Německa a Rakouska-Uherska jako reakce na zhoršení vztahů mezi Berlínem a Moskvou.
- 1882 vznikl Trojspolek připojením Itálie, která narazila se svými zájmy v Tunisku na Francii.
- Odstoupení Bismarcka roku 1890, dochází k částečnému sblížení Německa a Velké Británie.
- 1894 vznikla dvojdohoda mezi Francií a Ruskem, které se ocitly v izolaci[3]
- Německá diplomatická podpora Búrů proti Velké Británii.

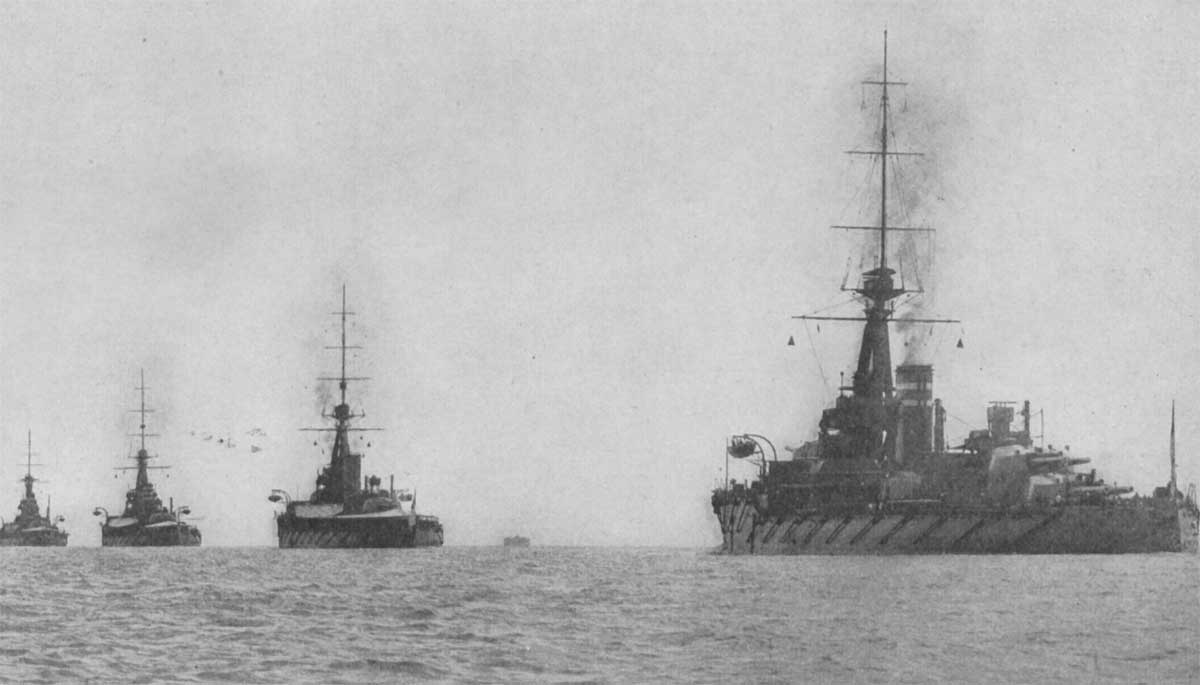
Britsko-německé závody ve zbrojení se projevily především v soupeření Britského královského a Císařského námořnictva

- Německý program námořního zbrojení (od roku 1898) ohrožuje britskou námořní převahu (závody ve zbrojení).
- Střet Francie a Velké Británie roku 1898 ve Fašódě, krize je však záhy zažehnána.
- 1904 Srdečná dohoda mezi Francií a Velkou Británií, po urovnání vzájemných koloniálních zájmů.
- První a druhá marocká krize vyřešena za britské podpory Francii proti Německu.
- 1907 vznikla Trojdohoda Francie, Ruska a Velké Británie po urovnání zájmů posledních dvou jmenovaných v Afghánistánu a černomořských úžinách.
- 1908 Rakousko-Uhersko anektuje Bosnu a Hercegovinu.
- 1911–1912 první balkánská válka: Turecko ztratilo většinu svého evropského území ve prospěch balkánských států.
- 1913 druhá balkánská válka: poražené Bulharsko se sblížilo s Tureckem, Německem a Rakousko-Uherskem, posílení postavení Srbska a jeho tichá podpora srbských nacionalistů v Bosně.
- 28. června 1914 bosenskosrbský student zavraždil rakouského následníka trůnu Františka Ferdinanda d'Este.
- Rakousko-Uhersko dává Srbsku ultimátum, což odjistí napružený systém evropských vojenských koalic.

## Dva bloky

Mapa mocenských bloků před válkou

Před vypuknutím první světové války se vytvořily dva znepřátelené bloky, dohoda a ústřední mocnosti.

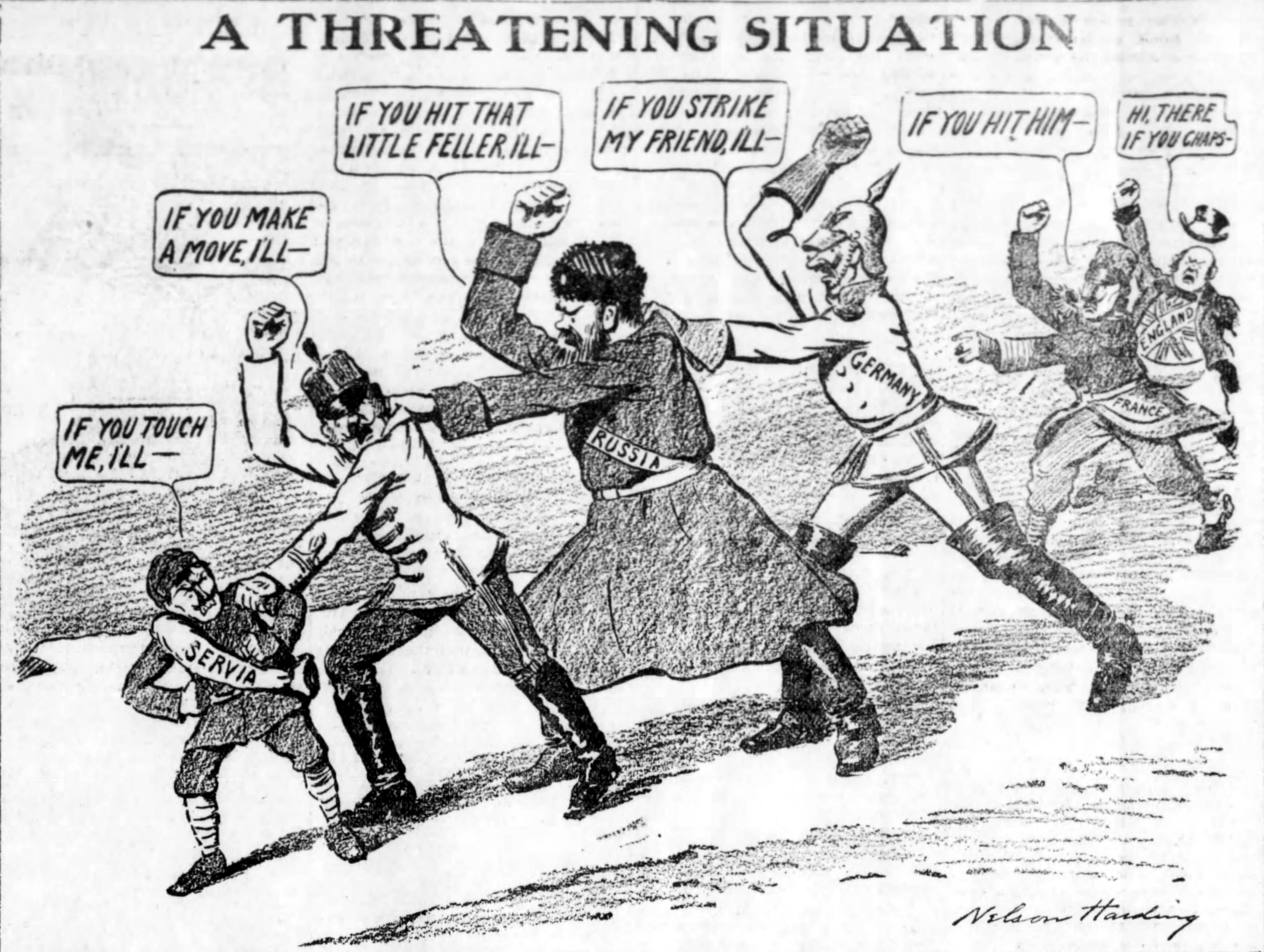
Karikatura Nelsona Hardinga z roku 1912

Už v poslední třetině 19. století se začaly vytvářet spojenecké bloky imperialistických velmocí. Základ těchto bloků položilo spojenectví Německa a Rakousko-Uherska, dvojspolek v roce 1879, ke kterému se v roce 1882 připojila Itálie (Trojspolek). Francie a Rusko podepsaly spojeneckou smlouvu v roce 1894. V roce 1904 se sblížily Velká Británie a Francie a podepsaly dohodu. Dotvoření druhého vojenského bloku, Dohody se zakončilo podepsáním rusko-anglické smlouvy v roce 1907.
Karel Kramář, někteří národovci a s nimi i nemalá část představitelů slovanských národností se zpočátku mylně domnívali, že rozdmýchaný srbský spor bude vyvrcholením boje „mezi Germánstvem a Slovanstvem“. Ostatně takto konflikt na počátku války z části chápalo i Rusko, když mobilizovalo na pomoc slovanskému Srbsku.

## Vypuknutí první světové války

### Sarajevský atentát a rakouské ultimátum

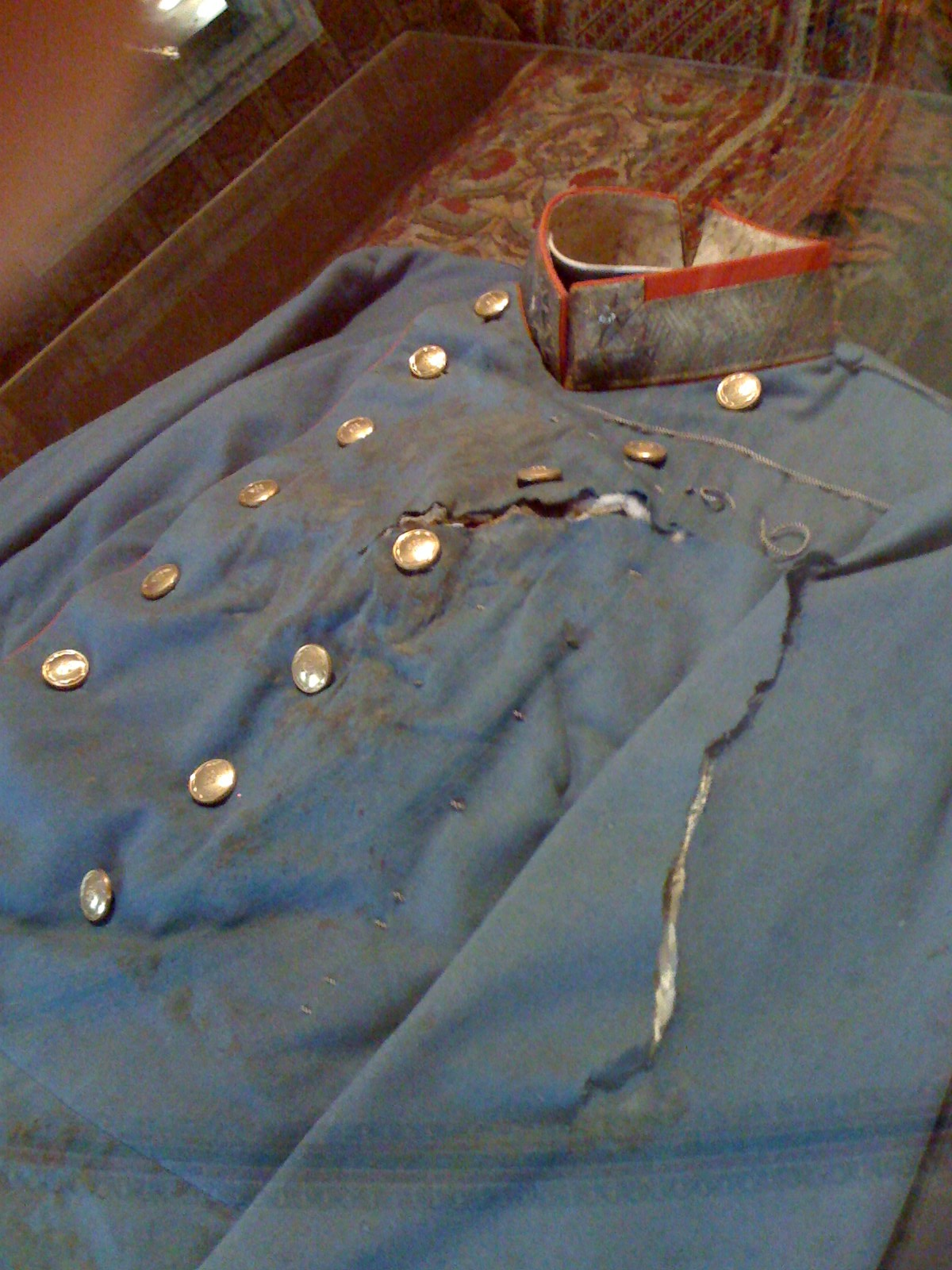
Uniforma Františka Ferdinanda potřísněná krví

28. června 1914 byl v Sarajevu spáchán atentát na rakouského arcivévodu a následníka trůnu, Františka Ferdinanda d'Este. Atentát byl spáchán Gavrilo Principem, jenž byl členem skupiny šesti atentátníků vyslaných z Bělehradu. Cílem atentátníků bylo osvobození Bosny a Hercegoviny, v roce 1906 anektované  Rakouskem-Uherskem. Atentát na následníka Rakousko-Uherska a jeho ženu šokoval celou Evropu a vyvolal ze začátku velké sympatie pro Rakousko.
23. července předložila rakousko-uherská vláda Srbsku ultimátum. Ultimátum vyžadovalo vyšetření a případně zadržení srbských spiklenců a zlikvidování teroristické infrastruktury, dále vyžadovalo umožnění spolupráce s rakouskými orgány. Souhlas byl vyžadován do dvou dnů.

### Válka

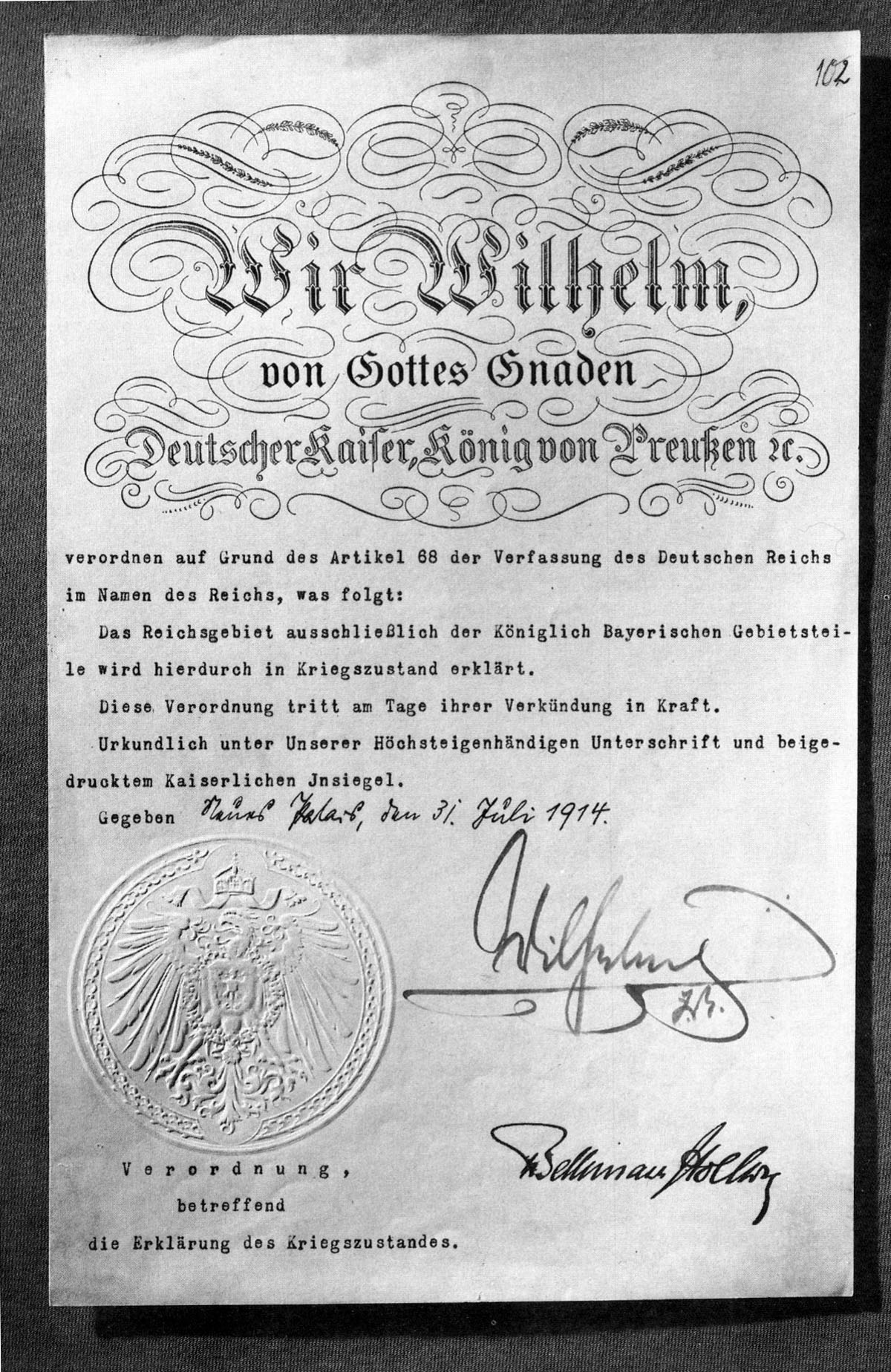
Vyhlášení války Německem v roce 1914

Protože Srbsko nesplnilo všechny podmínky ultimáta, rakouský císař František Josef vyhlásil 25. července částečnou mobilizaci s platností od příštího dne, 28. července 1914 vypovědělo Rakousko-Uhersko Srbsku válku a o den později začalo jeho podunajské loďstvo ostřelovat Bělehrad. Na to reagoval ruský car Mikuláš a v ranních hodinách 29. července podepsal rozkaz k částečné mobilizaci třinácti armádních sborů a jejich vyslání na rakouskou hranici. Ruský ministr války Suchomlinov se snažil cara přesvědčit k všeobecné mobilizaci, ale rozkaz k jejímu schválení car podepsal až 30. července v 16 hodin odpoledne. Večer 1. srpna v 19:10 předal německý velvyslanec v Rusku hrabě Friedrich von Pourtalès ruskému ministru zahraničí Sazonovovi německé vyhlášení války, 3. srpna vyhlásilo Německo válku Francii (den předtím obsadilo Lucembursko) a 4. srpna vstoupila německá vojska do neutrální Belgie, aby tak získala průchod do Francie. Tím se původně dvojstranný konflikt mezi Rakousko-Uherskem a Srbskem internacionalizoval a mechanismus spojeneckých závazků se dal do pohybu. Porušení neutrality Belgie dalo Velké Británii podnět k vypovězení války Německu (4. srpna). Dne 6. srpna vypovědělo Rakousko-Uhersko válku Rusku, 7. srpna ohlásila válku s Rakousko-Uherskem Černá Hora, do týdne vstoupily do války proti Rakousko-Uhersku i Francie a Velká Británie. Z asijských zemí vstoupilo do války po boku Dohody Japonsko (23. srpna, Japonsko zabralo v Číně německá teritoria v provincii Šan-tung), a Osmanská říše po boku Německa a Rakousko-Uherska (30. října).